# Atletismo nos Jogos Pan-Americanos de 1975 - 400 m feminino
A prova dos 400 m feminino nos Jogos Pan-Americanos de 1975 foi realizada na Cidade do México, México.

## Medalhistas
| Ouro                                 | Prata                             | Bronze                   |
| Joyce Sadowick-Yakubovich CAN Canadá | Debra Sapenter USA Estados Unidos | Lorna Forde BAR Barbados |

## Resultados
| Posição           | Nome                      | Nacionalidade      | Tempo | Notas |
| ----------------- | ------------------------- | ------------------ | ----- | ----- |
| Medalha de ouro   | Joyce Sadowick-Yakubovich | CAN Canadá         | 51.62 |       |
| Medalha de prata  | Debra Sapenter            | USA Estados Unidos | 52.22 |       |
| Medalha de bronze | Lorna Forde               | BAR Barbados       | 52.36 |       |
| 4                 | Helen Blake               | JAM Jamaica        | 52.43 |       |
| 5                 | Sharon Dabney             | USA Estados Unidos | 52.68 |       |
| 6                 | Margaret McGowen          | CAN Canadá         | 53.11 |       |
| 7                 | Debra Byfield             | JAM Jamaica        | 54.19 |       |
| 8                 | Eia Cabreja               | CUB Cuba           | 54.40 |       |